# Александър Оскар
Александър Хуго Оскар е български лекар офталмолог, професор, от еврейски произход. Председател е на Организацията на евреите в България „Шалом“ от 2016 до 2025 г. 

## Биография
Роден е на 10 ноември 1978 г. в София.

### Образование и професионална дейност
Средно образование завършва в Първа английска гимназия. През 2003 г. завършва с отличие Медицинския университет в София. През 2004 г. печели конкурс за аспирантура към катедрата по неврология на Медицинския университет – София и започва специализация в клиниката по нервни болести в УМБАЛ „Александровска“. През 2009 г. получава научна и образователна степен „доктор“ и придобива специалност по неврология. В 2010 г. започва работа като лекар-ординатор в Клиника по очни болести на УМБАЛ „Александровска“, а в 2011 г. започва специализация по очни болести. Следващата година става главен асистент към катедра „Офталмология“ на Медицински университет – София. В 2018 г. печели конкурс за доцент към същата катедра. От 2019 г. е началник на клиниката по очни болести на УМБАЛ „Александровска“. Същата година е избран и за ръководител на катедра „Офталмология“ на Медицински университет – София. Специализирал е в САЩ и в Израел. Има магистърска степен по „Обществено здраве и здравен мениджмънт“. През 2022 г. е избран за професор.
Проф. д-р Александър Оскар има 96 публикации (в списания в България и чужбина, от които 14 са в импакт-факторни издания) и близо 100 цитирания в международни бази данни.
Редактор е на учебник по очни болести за студенти по медицина (2021 г.)  Автор е на две монографии – „Очни прояви на захарния диабет“, 2021 г. и „Невроофталмологична симптоматика при придобити и наследствени заболявания в детска възраст“, в съавторство с проф. Силвия Чернинкова, 2018 г.
От 2021 г. е председател и на Българското дружество по детска офталмология, невроофталмология и офталмогенетика.

### Обществена дейност
Председател е на Организацията на евреите в България „Шалом“ от 2016 до март 2025 г., когато е наследен на поста от своята докторантка Алина Леви. Вицепрезидент на Световния еврейски конгрес от 2021 г. Съветник е към Европейския еврейски фонд.
През март 2025 г. във връзка със смъртта в Газа на работещия за Организацията на обединените нации (ООН) българин Марин Маринов той обвинява ООН и нейния генерален секретар Антонио Гутериш, че неоснователно клеветели Израел, приписвайки вината за смъртта му на израелската армия. През април Израел признава, че Марин Маринов е убит от израелски танк.

### Семейство
Проф. Оскар е женен за Карина, имат две деца – Ави и Ноа.

### Награди
През 2021 г. проф. Оскар е награден с орден „За гражданска заслуга – първа степен“ за заслугите му „за развитие на гражданското общество, защита на правата и свободите на човека и укрепване на демократичните институции в България“.
През 2020 г. е отличен от Българския лекарски съюз с наградата „Лекар на годината“.
През 2017 г. е награден от Столичния общински съвет със „Значка на София“.